# جيم غيرهارد
جيم غيرهارد (بالإنجليزية: Jim Gerhardt)‏ هو منافس ألعاب قوى أمريكي، ولد في 2 مارس 1929.

## وصلات خارجية
- جيم غيرهارد على موقع أوليمبيديا (الإنجليزية)